# Opogona xerota
Opogona xerota är en fjärilsart som beskrevs av Walsingham 1914. Opogona xerota ingår i släktet Opogona och familjen äkta malar.
Artens utbredningsområde är Panama. Inga underarter finns listade i Catalogue of Life.